# Gigi Ballista
Luigi Ballista, detto Gigi (Firenze, 1º dicembre 1918 – Roma, 2 agosto 1980), è stato un attore italiano.

## Biografia

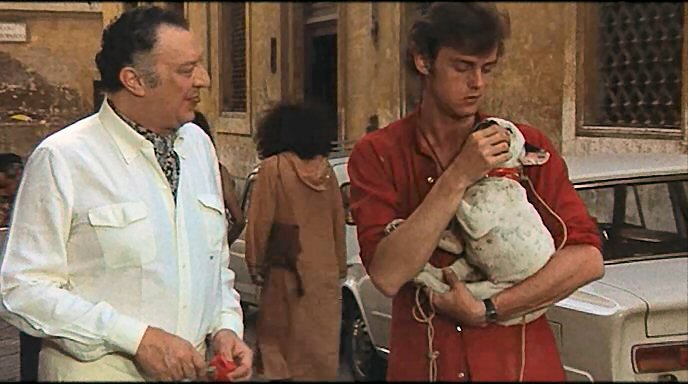
Con Ronald K. Pennigton in Trastevere

Laureato in giurisprudenza, secondo alcune fonti poco propenso allo studio, ma ugualmente colto per altre, nasce a Firenze da una famiglia originaria di Legnago (in Provincia di Verona) e negli anni del fascismo vive a Padova, dov'è conosciuto per le idee fortemente antifasciste e viene più volte perseguitato. Poco propenso al lavoro negli anni della giovinezza, nel periodo 1943-1945 partecipa alla Resistenza grazie alla conoscenza dell'inglese, facendo da collegamento tra le forze italiane clandestine e gli statunitensi.
In età giovanile si dedica al giornalismo e poi negli anni '50 si impiega nel campo della produzione cinematografica, dove si occupa di procacciare marchi commerciali da inserire nei film, e per puro caso inizia l'attività di attore generico con piccole apparizioni. Negli anni 1963-1964 interpreta i suoi primi due ruoli cinematografici nelle pellicole I cuori infranti di Vittorio Caprioli e Gianni Puccini, e I maniaci di Lucio Fulci.

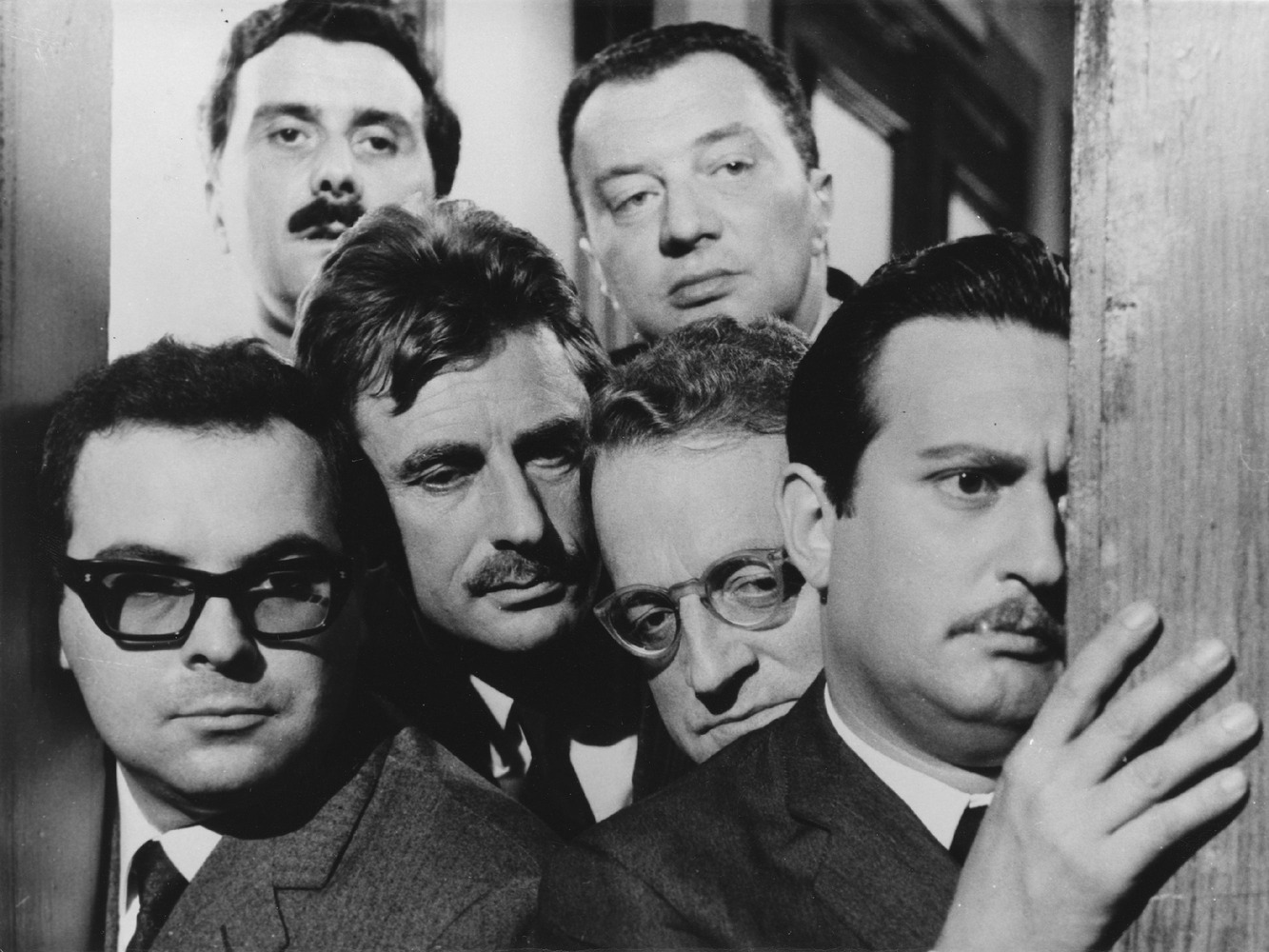
Dall'alto in senso orario Quinto Parmeggiani, Gigi Ballista, Alberto Lionello, Sergio Fincato, Giulio Questi ed Elia Guiotto in Signore & signori

Nel 1965 viene contattato da Pietro Germi, che lo vuole nel cast di Signore & signori, nel ruolo del medico Giacinto Castellani. Il successo del film lo fa conoscere al grande pubblico, che rimane colpito in particolare dalla voce roca, e gli vale negli anni a seguire una lunga serie di ruoli da comprimario e, più raramente, da co-protagonista (frequentemente nella parte dell'imprenditore viscido e arricchito). Il film gli fa fare il salto di qualità come attore professionista e caratterista riconosciuto. Appare inoltre in diversi sceneggiati televisivi.
Nel 1969 è protagonista di una serie di sketch della rubrica televisiva pubblicitaria Carosello pubblicizzando le pasticche Valda della Valda Laboratori Farmaceutici. Tra le più note interpretazioni si ricordano Luca di Montemerlo in Le piacevoli notti (1966), il prete don Michele ne L'immorale (1967), Nathaniel Winkle nello sceneggiato di Ugo Gregoretti Il Circolo Pickwick (1968), il principe-industriale nel film La Califfa (1970) di Alberto Bevilacqua, il commendatore La Noce in Giovannona Coscialunga disonorata con onore (1973), il commendatore Caminata in La signora gioca bene a scopa? (1974) e il conte Dallara in Febbre da cavallo (1976). Quest'ultimo, peraltro, risulta essere uno dei cinque ruoli per cui la sua voce venne considerata non adatta al personaggio e pertanto doppiata (vedi sezione Doppiatori italiani).
Nel 1978, grazie al fatto che parlava diverse lingue, il regista Alan Parker gli conferì il ruolo del giudice in Fuga di mezzanotte, film che donò a Gigi Ballista una certa notorietà internazionale e nel quale egli recitò in turco.

## Vita privata
Gigi Ballista soffrì persecuzioni dal fascismo a causa della sua omosessualità. Visse fin dai primi anni '50 in una mansarda a Roma in Trastevere, arredata con gusto dannunziano, in compagnia del suo domestico, definito "familio" dall'attore ed erede dell'alloggio, fino alla morte avvenuta a 61 anni nel 1980. La sera del 2 agosto, grazie a una telefonata anonima, fu rinvenuto il suo corpo senza vita presso la mansarda romana, disteso sul letto: un infarto lo aveva ucciso; soffriva infatti da tempo di disturbi cardiaci.

## Filmografia

### Cinema
- Un giorno da leoni, regia di Nanni Loy (1961)
- I cuori infranti, regia di Vittorio Caprioli e Gianni Puccini, episodio La manina di Fatma (1963)
- I maniaci, regia di Lucio Fulci (1964)
- Il morbidone, regia di Massimo Franciosa (1965)
- Le piacevoli notti, regia di Armando Crispino e Luciano Lucignani (1966)
- Le fate, regia di Antonio Pietrangeli, episodio Fata Marta (1966)
- Signore & signori, regia di Pietro Germi (1966)
- Come imparai ad amare le donne, regia di Luciano Salce (1966)
- L'immorale, regia di Pietro Germi (1967)
- Il fischio al naso, regia di Ugo Tognazzi (1967)
- Calibro 38, regia di Charles Gérard (1967)
- Colpo di sole, regia di Mino Guerrini (1968)
- La prova generale, regia di Romano Scavolini (1968)
- Galileo, regia di Liliana Cavani (1968)
- Straziami ma di baci saziami, regia di Dino Risi (1968)
- Le calde notti di Lady Hamilton, regia di Christian-Jaque (1968)
- Una storia d'amore, regia di Michele Lupo (1969)
- Fellini Satyricon, regia di Federico Fellini (1969)
- Il segreto di Santa Vittoria (The Secret of Santa Vittoria), regia di Stanley Kramer (1969)
- Uccidete il vitello grasso e arrostitelo, regia di Salvatore Samperi (1970)
- La Califfa, regia di Alberto Bevilacqua (1970)
- Non commettere atti impuri, regia di Giulio Petroni (1971)
- Il vichingo venuto dal sud, regia di Steno (1971)
- Roma bene, regia di Carlo Lizzani (1971)
- Trastevere, regia di Fausto Tozzi (1971)
- Torino nera, regia di Carlo Lizzani (1972)
- Finalmente... le mille e una notte, regia di Antonio Margheriti (1972)
- Grande slalom per una rapina (Snow Job), regia di George Englund (1972)
- Beati i ricchi, regia di Salvatore Samperi (1972)
- Stregone di città, regia di Gianfranco Bettetini (1973)
- Piange... il telefono, regia di Lucio De Caro (1973)
- La signora è stata violentata!, regia di Vittorio Sindoni (1973)
- Giovannona Coscialunga disonorata con onore, regia di Sergio Martino (1973)
- Una pazza storia d'amore (Blume in Love), regia di Paul Mazursky (1973)
- Crescete e moltiplicatevi, regia di Giulio Petroni (1973)
- La signora gioca bene a scopa?, regia di Giuliano Carnimeo (1974)
- La poliziotta, regia di Steno (1974)
- Brigitte, Laura, Ursula, Monica, Raquel, Litz, Maria, Florinda, Barbara, Claudia e Sofia, le chiamo tutte "anima mia", regia di Mauro Ivaldi (1974)
- Una matta, matta, matta corsa in Russia, regia di Franco Prosperi e Eldar Ryazanov (1974)
- Fischia il sesso, regia di Gian Luigi Polidoro (1974)
- Permettete signora che ami vostra figlia?, regia di Gian Luigi Polidoro (1974)
- Stavisky il grande truffatore (Stavisky), regia di Alain Resnais (1974)
- Sesso in testa, regia di Sergio Ammirata (1974)
- Mala, amore e morte, regia di Tiziano Longo (1975)
- La poliziotta fa carriera, regia di Michele Massimo Tarantini (1975)
- La banca di Monate, regia di Francesco Massaro (1975)
- Il giustiziere di mezzogiorno, regia di Mario Amendola (1975)
- Il fratello, regia di Massimo Mida (1975)
- Il vizio di famiglia, regia di Mariano Laurenti (1975)
- La donna della domenica, regia di Luigi Comencini (1975)
- Salon Kitty, regia di Tinto Brass (1975)
- Un amore targato Forlì, regia di Riccardo Sesani (1976)
- La dottoressa sotto il lenzuolo, regia di Gianni Martucci (1976)
- Febbre da cavallo, regia di Steno (1976)
- Cassiodoro il più duro del pretorio, regia di Oreste Coltellacci (1976)
- La madama, regia di Duccio Tessari (1976)
- La compagna di banco, regia di Mariano Laurenti (1977)
- Fuga di mezzanotte (Midnight Express), regia di Alan Parker (1978)
- Liquirizia, regia di Salvatore Samperi (1979)
- Odio le bionde, regia di Giorgio Capitani (1980 - postumo)
- L'assistente sociale tutto pepe... di Nando Cicero (1981) – postumo

### Televisione
- Una serata fuori, dall'omonima commedia di Harold Pinter, regia di Edmo Fenoglio, trasmessa il 6 maggio 1969.
- La famiglia Benvenuti – serie TV (1968)
- Il Circolo Pickwick, regia di Ugo Gregoretti (1968)
- Le cinque giornate di Milano, regia di Leandro Castellani – miniserie TV (1970)
- I Buddenbrook, regia di Edmo Fenoglio – sceneggiato televisivo (1971)
- Orfeo in Paradiso, regia di Leandro Castellani (1971)
- Oro matto, regia di Raffaele Meloni (1972)
- Manon Lescaut, regia di Sandro Bolchi (1976)
- Il furto della Gioconda, regia di Renato Castellani – miniserie TV (1978)
- L'affare Stavisky, regia di Luigi Perelli (1979)
- Ma che cos'è questo amore, regia di Ugo Gregoretti – sceneggiato televisivo (1979)
- Colpo di grazia alla sezione III, regia di Enzo Tarquini (1981) – postumo

## Doppiatori italiani
- Sergio Graziani in Signore & signori, L'immorale, Straziami ma di baci saziami
- Antonio Guidi in Il morbidone, Febbre da cavallo
- Mario Bardella in Le piacevoli notti, Le fate
- Gianrico Tedeschi in Il vichingo venuto dal sud
- Sergio Fiorentini in La signora gioca bene a scopa?